# Edvard Poulsson
Poul Edvard Poulsson, född 18 april 1858 i Larvik, död 24 april 1935 i Aker vid Oslo, var en norsk farmakolog.
Poulsson studerade medicin vid Kristiania universitet och därefter hos Oswald Schmiedeberg i Strassburg. Han återvände till Kristiania 1891, där han blev medicine doktor 1892 på avhandlingen Om det ætheriske filixextrakts toxisk og anthelmintisk virkende bestanddel. Han var överläkare vid Sandefjords badanstalt 1891–97, blev 1895 e.o. och  1913 ordinarie professur i farmakologi och toxikologi vid Kristiania universitet, vid vilket han även inrättade ett farmakologiskt institut. Efter pensioneringen 1928 var  han chef för Statens Vitaminlaboratorium, vid Skøyen nära Oslo.
Poulsson var ordförande i kommissionen för utgivande av fjärde upplagan av "Pharmacopæa norvegica" (1913). Han arbetade energiskt för rationell lagstiftning mot kvacksalvare och humbugsmedicin. Förutom många mindre arbeten, särskilt i toxikologiska och fysiologiska ämnen, utgav han en ansedd Lærebok i farmakologi for læger og studerende (1905; andra upplagan 1908; tysk översättning 1909, andra upplagan 1912).